# Parafia Matki Bożej Różańcowej w Kuziach
Parafia pw. Matki Bożej Różańcowej w Kuziach – rzymskokatolicka parafia należąca do dekanatu Myszyniec, diecezji łomżyńskiej, metropolii białostockiej.

## Historia
Parafia powstała 1 listopada 1921. Wydzielono ją z parafii Zbójna i parafii Lipniki.
Od 1920 w Kuziach odprawiano nabożeństwa. Kaplicę zorganizowano w stodole. Budynek na potrzeby Kościoła oddała Ewa Malewajek z Kuziów. Gospodyni przekazała też dom i chlewy. Aleksander Nalewajek udostępnił 1,5 morgi ziemi. Gospodarze z Kuziów przekazali po kawałku ziemi na uposażenie dla proboszcza. Z wiejskiej własności wydzielono ogród i łąkę plebańską. W 1921 zbudowano kościół.
W latach 20. XX wieku agitację polityczną na terenie parafii prowadził ks. Eugeniusz Okoń, ale nie zyskał poparcia miejscowych.
W 1925 parafia, przypisana do dekanatu kolneńskiego, liczyła 2387 wiernych. W 1935 w Kuziach notowano 10 członków Katolickiego Stowarzyszenia Młodzieży Męskiej i 20 członkiń Katolickiego Stowarzyszenia Młodzieży Żeńskiej. Do 1936 liczba członków KSMM nie zmieniła się, a w KSMŻ ubyły 3 członkinie. Istniał też III Zakon św. Franciszka, który był jedyną organizacją religijną w parafii, jaka działała w czasie II wojny światowej.
15 stycznia 1940 proboszcz parafii Kuzie ks. Józef Olszak został aresztowany przez gestapo. Powodem były jego wypowiedzi uznane za antyniemieckie oraz obrona miejscowych rolników przed kontyngentami na rzecz okupanta. Wyrokiem sądu specjalnego (Sondergericht) przy sądzie krajowym w Ciechanowie z 10 kwietnia 1940 ks. Olszak został skazany na 1,5 roku więzienia (na mocy ustawy o zdradzie Rzeszy Niemieckiej) oraz pokrycie kosztów procesu. Karę odbył w więzieniu karnym w Płocku. Po odbyciu kary pozostawiono go w areszcie. Placówka gestapo dla rejencji ciechanowskiej z siedzibą w Płocku zwróciła się do Głównego Urzędu Bezpieczeństwa Rzeszy w Berlinie o skierowanie kapłana do obozu koncentracyjnego, ponieważ był fanatycznym, wrogim Niemcom Polakiem, dodatkowo przedstawicielem polskiej inteligencji. Duchownego zarejestrowano w KL Auschwitz 23 grudnia 1941, nadając mu numer 25011 i status więźnia politycznego-Polaka. Na początku stycznia 1942 kapłan zapadł na zapalenie płuc. Zmarł 29 marca 1942. Jako przyczynę podano niewydolność mięśnia sercowego. Możliwe, że został zamordowany.
Odpusty w parafii to wspomnienie św. Wojciecha (23 kwietnia) i Matki Bożej Różańcowej (7 października).

## Majątek parafialny

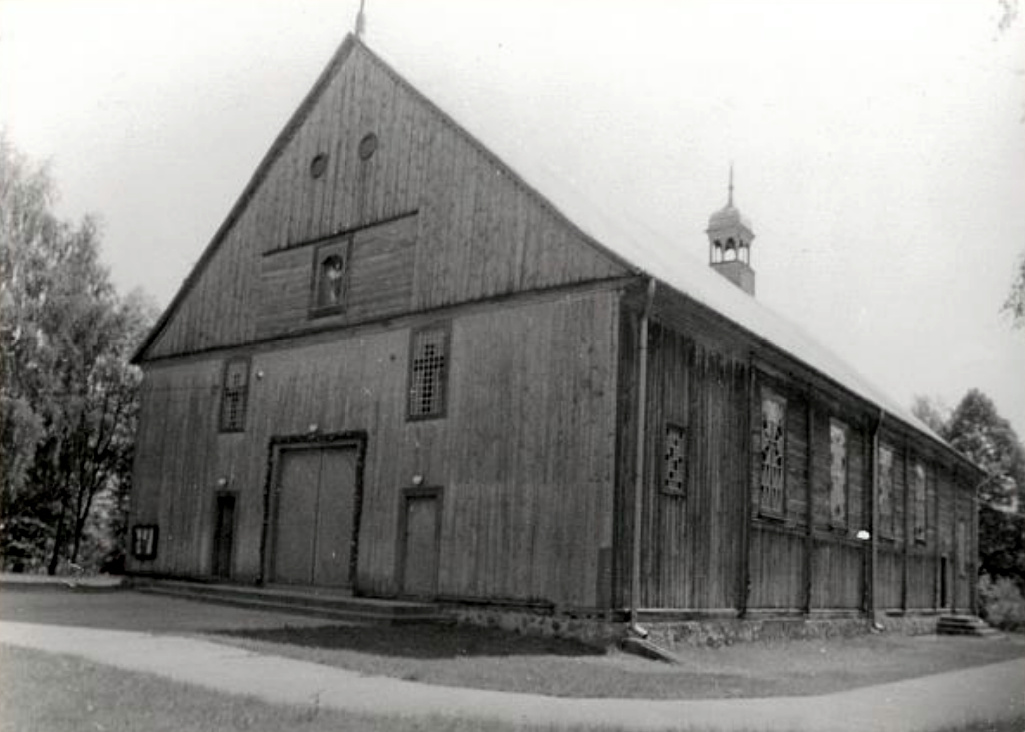
Kościół na zdjęciu z 1986

### Kościół
Kościół pw. Matki Bożej Różańcowej w Kuziach drewniany, zaprojektowany przez Rudolfa Macurę, wybudowany w 1921 staraniem ks. Marcjana Dąbrowskiego.

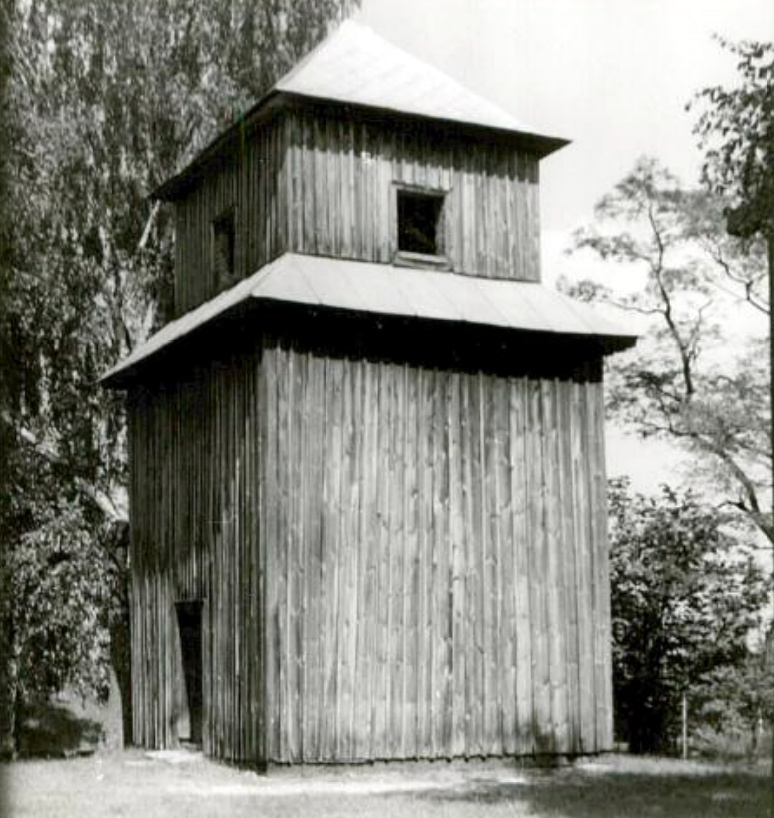
Dzwonnica na zdjęciu z 1986

Kościół wraz z dzwonnicą i plebanią są wpisane do rejestru zabytków (nr rej. A-521 z 24 listopada 1994).

### Dzwonnica
Drewnianą dzwonnicę zbudowano w 1921. Stoi ok. 10 m od kościoła, w północno-wschodnim narożniku ogrodzenia, frontem na zachód. Postawiono ją w konstrukcji słupowej na planie bliskim kwadratowi (4,8 m na 5 m). Jest dwukondygnacyjna i dwudzielna, oszalowana pionowymi deskami, spoiny są oblistwowane. Część górna dzwonnicy jest węższa niż dolna, kondygnacje oddzielono zadaszonym okapem. Pod okapem dolnej części widoczna wiatrownica z dekoracją laubzegową. Budynek stoi na podmurówce z luźno ułożonych polnych kamieni. Więźba dachowa jest krokwiowa, krokwie opierają się na płatwiach. Dzwonnicę przykrywa blaszany namiotowy dach z iglicą. W górnej kondygnacji dzwonnicy na trzech ścianach (oprócz tej z wejściem) widoczne prostokątne otwory bez skrzydeł okiennych. Drzwi prowadzące do dzwonnicy są dwuskrzydłowe i klepkowe. Do budynku wchodzi się po schodkach z ociosanych bloków granitu. Podłogę stanowi ubita ziemia. We wnętrzu kondygnacje rozdzielono belkami krzyżującymi się w narożach. Na nich oparto drewniane drabiniaste schody.

W dzwonnicy wiszą 3 dzwony z ok. 1921.

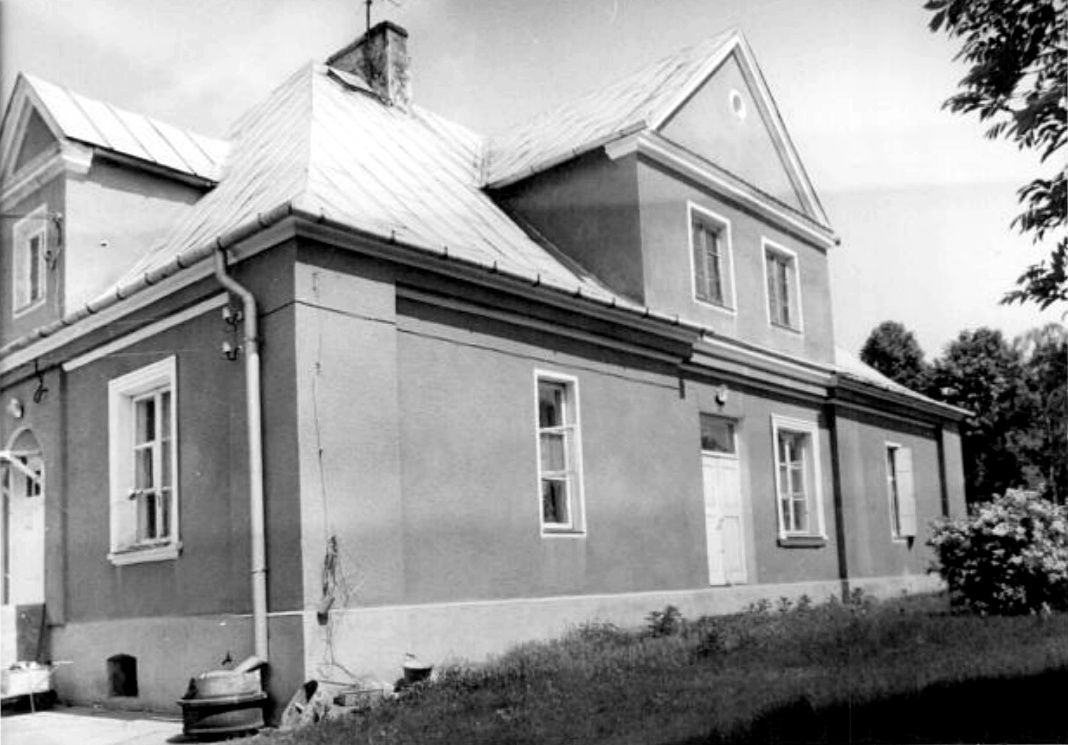
Plebania na zdjęciu z 1986

### Plebania
W 1921 powstała tymczasowa plebania, zapewne urządzona w domu przekazanym przez Ewę Nalewajek z Kuziów. Była gotowa do zamieszkania we wrześniu.
W 1925 na miejscu tymczasowej plebanii wystawiono nową murowaną. Jej powstanie zainicjował proboszcz ks. Józef Śledziński. Ostateczna forma budynku jest podobna do drewnianej plebanii, którą w 1921 zaprojektował Rudolf Macura. Miała być zbudowana z drewna w konstrukcji wieńcowej na planie prostokąta z wzgłębnym podcieniem na osi fasady. Dach miał być wysokii, łamany, z facjatą zwieńczoną śparogami. Elewacje miały być zwieńczone dekorowanymi belkami okapu i oknami na parterze, które naryte były trójkątnymi naczółkami.
Murowana plebania stoi ok. 50 m na zachód od kościoła. Na zachód od plebanii znajdują się budynki gospodarcze, na północ sosnowy las, na wschód sad owocowy. Plebania jest zwrócona frontem na północ, dwukondygnacyjna. Została wystawiona z cegły, jest obustronnie tynkowana. Stropy są drewniane, tynkowane, płaskie. Więźba dachowa jest drewniana, krokwiowa ze ściankami stolcowymi. Pod budynkiem jest piwnica. Okna są prostokątne, drewniane ościeżnicowe, dwu i trój-dzielne, wielokwaterowe, osadzone w otworach profilowanych opaskami tynkowymi. Drzwi od strony zachodniej są zamknięte półkolem, płycinowe z nadświetlem. W facjacie umieszczono drzwi płycinowe przeszklone. Pozostałe drzwi są dwu- i jednoskrzydłowe płycinowe. Na poddaszu zaplanowano dwa pomieszczenia oświetlone oknami w facjatach i lukarnami. Bryła plebanii jest rozczłonkowana facjatami wystającymi z linii dachu od północy i południa oraz lukarnami na wschodzie i zachodzie. Dach jest kryty blachą: nad budynkiem jest czterospadowy, nad facjatami i lukarnami dwuspadowy. Wszystkie elewacje budynku są symetryczne, ujęte od dołu cokołem, obramione w narożach. U góry profilowany gzyms podokapowy. Środkowa część północnej ściany jest ujęta pilastrami przechodzącymi do gzymsu facjaty, którą wieńczy trójkątny oprofilowany szczyt. W przyziemiu tej elewacji widoczny jest pseudoportyk wgłębny otwarty półkolistą arkadą. Dekoracja budynku ma cechy klasycyzujące. Układ pomieszczeń jest niemal symetryczny. W trakcie przednim na osi budynku sień, w trakcie tylnym jadalnia, z obu stron zaplanowano pomieszczenia pomocnicze.
Murowaną plebanię usytuowano prawie w tym samym miejscu, w którym Macura planował drewnianą plebanię. Jedyna różnica to zwrócenie fasady budynku do drogi, nie do zabudowań gospodarczych.
W latach 1941–1945 w plebanii w Kuziach mieściła się kwatera dowództwa 1. batalionu 312. pułku piechoty Wehrmachtu. W piwnicach plebanii zlokalizowano więzienie. Po II wojnie światowej plebania była remontowana i odnawiana.

### Cmentarz grzebalny
Cmentarz założono po utworzeniu parafii. W 1986 najstarszym zachowanym zabytkiem był nagrobek z 1927. Nekropolia miała wówczas powierzchnię 1,4 ha. Cmentarz zorganizowano na planie trapezu.

## Zasięg parafii
W granicach parafii znajdują się miejscowości:
- Kuzie,
- Plewki,
- Popiołki,
- Wyk,
- Złota Góra[1].

## Duchowieństwo
Do czasu powołania w Kuziach osobnego proboszcza posługę sprawował ks. Wacław Budrewicz z parafii Dobry Las. Przez 5 lat parafię w Kuziach obsługiwał ks. Kazimierz Sidorowicz, proboszcz w Zbójnej w latach 1928–1942.

### Proboszczowie
- ks. Piotr Krysiak (1921–1924)[5][14][15]
- ks. Józef Śledziński (1925–?)[16]
- ks. Franciszek Klimek (ok. 1933)[17]
- ks. Józef Olszak (1938–1942)[2][7]
- ks. Stanisław Jakacki (1957–1967)[18]
- ks. Marian Truskolaski (1967–1974)[19]
- ks. Jan Grochowski (1974–1984)[20]
- ks. Wacław Nowacki (1989–1994)[21]
- ks. Jan Józef Czajkowski (1994–2005)[22]
- ks. Jarosław Chojnowski (2005–2008)[23][24]
- ks. Zenon Kaźmierczuk (?–2017)[25]
- ks. Piotr Legacki (2017–2018 administrator[26], 2018–? proboszcz)[27]
- ks. Roman Kulasik[1]